# Rue Godot-de-Mauroy
La rue Godot-de-Mauroy est une voie du 9e arrondissement de Paris, en France.

## Situation et accès
La rue Godot-de-Mauroy est une voie située dans le 9e arrondissement de Paris. Elle débute au 8, boulevard de la Madeleine et se termine au 13 bis-15, rue des Mathurins. 

## Origine du nom
Cette rue doit son nom aux frères Godot de Mauroy, anciens propriétaires du sol.

## Historique
Cette voie fut percée en 1818 sur des terrains appartenant à MM. Godot de Mauroy, riches marchands de bois qui y avaient leurs chantiers, et fit disparaître une ancienne impasse fermée par une grille, qui portait le nom d'« impasse de la Grille » et qui avait été créée en 1789,.
L'ordonnance royale du 18 novembre 1818 indique :
« Louis, par la grâce de Dieu, roi de France et de Navarre, â tous ceux qui ces présentes verront, salut. 
Sur le rapport de notre ministre secrétaire d’État au département de l'Intérieur ; vu les propositions du préfet de la Seine favorables à la demande des sieurs Godot de Mauroy, tendant à obtenir l'autorisation d'ouvrir une rue sur le terrain qui leur appartient, situé rue Basse-du-Rempart, desquelles propositions il résulte que les sieurs Godot prennent l'engagement de fournir gratuitement le terrain de la rue nouvelle et de se charger des frais de premier pavage et éclairage ; 
notre Conseil d’État entendu, nous avons ordonné et ordonnons ce qui suit :
- Article 1 : les sieurs Godot de Mauroy frères sont autorisés à ouvrir une rue sur le terrain dont ils sont propriétaires, rue Basse-du-Rempart, dans notre bonne ville de Paris, laquelle formera prolongement du cul-de-sac de la Grille, et communiquera de la rue Basse-du-Rempart à la rue Neuve-des-Mathurins.
- Article 2 : cette autorisation est accordée à la charge par les impétrants de se conformer aux lois et règlements sur la grande voirie de Paris.
- Article 3 : notre ministre secrétaire d'État au département de l'Intérieur est chargé de l'exécution de la présente ordonnance.

Donné au château des Tuileries, le 18 novembre de l'an de grâce 1818, et de notre règne, le vingt-quatrième. 
Signé : LOUIS. »
Un décret du 14 novembre 1858 (UP), non exécuté, prévoyait le prolongement de cette voie jusqu'à la rue Auber.

## Bâtiments remarquables et lieux de mémoire
- Le nom de la rue aurait inspiré Samuel Beckett pour le titre de son chef-d'œuvre En attendant Godot, selon sa biographe Deirdre Bair.
- Cette rue tient une place centrale dans le roman Paris d'Émile Zola. C'est ici que se trouve l'hôtel particulier du grand banquier Duvillard, élevé au rang de baron par l'empereur, et qui sera détruit lors d'un attentat anarchiste.
- Chopin passait ses après-midis au club polonais à jouer du piano.
- Au no 11 Marcel Proust, en 1913, a financé l'ouverture d'un établissement de bains, les Bains de Cuziat[4].
- Au no 12 s'est trouvée à partir de 1881 une galerie d'art ouverte par Georges Petit, l'un des plus puissants acteurs du marché français de l'art, où il assurera les premières expositions de Monet, Rodin, ou encore Odilon Redon.
- Le no 15 de la rue est le théâtre de la majeure partie du roman Les Deux Nigauds de la comtesse de Ségur.
- Au no 18 ont vécu Richard Descoings et Guillaume Pepy[5].
- Au no 21, le pub Molly Malone a compté parmi ses habitués les Pogues et Bob Geldof qui y ont donné des concerts.
- Au no 27 a vécu Pierre Desproges, au premier étage, sur le même palier que Jacques Lot, avoué et un temps président de la chambre des avoués de Paris.
- Au no 30 a vécu l'écrivain français Stendhal en 1839. Il y avait également son éditeur.
- Au no 36 a vécu la musicienne française Rolande Falcinelli (1920-2006), organiste, pianiste et compositrice.
- Au no 38, un immeuble Art déco construit en 1937 par Jean Beaugrand.
- Marthe Richard, personnage haut en couleur (espionne, aviatrice, prostituée...) et dont la loi mettant un terme à l'autorisation de l'exploitation des maisons closes porte le nom, a connu ses heures de gloire auprès du public d'un établissement de bains de la rue.
- Pierre Desproges aime à rappeler que Jacques Mesrine, manquant de s'y faire coincer par la police, y prend une femme âgée en otage à la sortie d'un bar avant de s'enfuir par la rue Vignon[6].